# ديانا كيمبف
ديانا كيمبف (بالألمانية: Diana Kempff) (ولدت في 11 يونيو 1945 في تورناو – وماتت في 14 نوفمبر 2005 في برلين) هي روائية وشاعرة وناشرة ألمانية.
كانت ديانا الابنة الصغرى لعازف البيانو فيلهلم كيمبف (بالألمانية: Wihelm Kempff). ذاعت شهرتها من خلال روايتها وسيرتها الذاتية Flettfleck في عام 1979. منحت جائزة كلايست في عام 1986. كما أنها تعمل ناشرة في دار نشر جيميني Gemini-Verlag.

## من أعمالها
- الأمور الصغيرة قبل كل شيء (ديوان شعر 1975)
- فليتفليك (رواية 1980)
- وراء الحدود (رواية 1980)
- الانهيار الحذر 1981
- زمن القب (ديوان شعر 1983)
- البوابة الزرقاء 1985
- خامس فصول السنة (ديوان شعر 2001)

## روابط خارجية
- ديانا كيمبف على موقع مونزينجر (الألمانية)
- ديانا كيمبف على موقع ميوزك برينز (الإنجليزية)